# Insight (Zeitschrift)
Insight war eine Fachzeitschrift für Journalisten. Sie ließ Akteure der Medienbranche zu Wort kommen und begleitete kritisch Trends und Entwicklungen im Journalismus.

## Hintergrund
Insight brachte Berichte und Informationen über Personen aus Journalismus und PR. Die Redaktion selbst nannte die Zeitschrift ein „Menschenmagazin der Medienbranche“.
Insight erschien monatlich und wurde von der Medienfachverlag Rommerskirchen GmbH, Remagen-Rolandseck herausgegeben, in der auch der „journalist“ bis 2016 erschien. Chefredakteurin war Katharina Skibowski, die auch Geschäftsführerin des Verlags ist.